# Moussey (Vosges)
Moussey és un municipi francès, situat al departament dels Vosges i a la regió del Gran Est. L'any 2007 tenia 722 habitants.

## Demografia

### Població
El 2007 la població de fet de Moussey era de 722 persones. Hi havia 332 famílies, de les quals 115 eren unipersonals (60 homes vivint sols i 55 dones vivint soles), 94 parelles sense fills, 89 parelles amb fills i 34 famílies monoparentals amb fills.
La població ha evolucionat segons el següent gràfic:
Habitants censats

### Habitatges
El 2007 hi havia 466 habitatges, 334 eren l'habitatge principal de la família, 91 eren segones residències i 41 estaven desocupats. 369 eren cases i 98 eren apartaments. Dels 334 habitatges principals, 221 estaven ocupats pels seus propietaris, 102 estaven llogats i ocupats pels llogaters i 11 estaven cedits a títol gratuït; 3 tenien una cambra, 9 en tenien dues, 45 en tenien tres, 88 en tenien quatre i 189 en tenien cinc o més. 221 habitatges disposaven pel capbaix d'una plaça de pàrquing. A 164 habitatges hi havia un automòbil i a 113 n'hi havia dos o més.

### Piràmide de població
La piràmide de població per edats i sexe el 2009 era:
| Homes | Edats   | Dones |
| ----- | ------- | ----- |
| 0     | 95 o +  | 0     |
| 4     | 90 a 94 | 12    |
| 0     | 85 a 89 | 0     |
| 8     | 80 a 84 | 0     |
| 20    | 75 a 79 | 24    |
| 16    | 70 a 74 | 16    |
| 28    | 65 a 69 | 24    |
| 8     | 60 a 64 | 24    |
| 40    | 55 a 59 | 16    |
| 24    | 50 a 54 | 20    |
| 40    | 45 a 49 | 16    |
| 24    | 40 a 44 | 44    |
| 24    | 35 a 39 | 20    |
| 36    | 30 a 34 | 16    |
| 16    | 25 a 29 | 16    |
| 16    | 20 a 24 | 16    |
| 28    | 15 a 19 | 32    |
| 28    | 10 a 14 | 36    |
| 20    | 5 a 9   | 28    |
| 12    | 0 a 4   | 12    |

## Economia
El 2007 la població en edat de treballar era de 446 persones, 315 eren actives i 131 eren inactives. De les 315 persones actives 259 estaven ocupades (138 homes i 121 dones) i 55 estaven aturades (32 homes i 23 dones). De les 131 persones inactives 61 estaven jubilades, 30 estaven estudiant i 40 estaven classificades com a «altres inactius».

### Ingressos
El 2009 a Moussey hi havia 320 unitats fiscals que integraven 704 persones, la mediana anual d'ingressos fiscals per persona era de 16.011 €.

### Activitats econòmiques
Dels 25 establiments que hi havia el 2007, 1 era d'una empresa extractiva, 3 d'empreses de fabricació d'altres productes industrials, 6 d'empreses de construcció, 3 d'empreses de comerç i reparació d'automòbils, 4 d'empreses d'hostatgeria i restauració, 1 d'una empresa d'informació i comunicació, 2 d'empreses financeres, 4 d'empreses immobiliàries i 1 d'una empresa classificada com a «altres activitats de serveis».
Dels 9 establiments de servei als particulars que hi havia el 2009, 1 era una gendarmeria, 3 paletes, 2 guixaires pintors, 1 fusteria, 1 lampisteria i 1 restaurant.
L'únic establiment comercial que hi havia el 2009 era una carnisseria.

## Equipaments sanitaris i escolars
El 2009 hi havia una escola elemental.

## Poblacions properes
El següent diagrama mostra les poblacions més properes.